# Угнівський деканат
Угнівський деканат — колишня структурна одиниця Перемишльської єпархії греко-католицької церкви з центром в м. Угнів. Очолював деканат декан.

## Територія
Описи деканату (матеріали візитацій) починаючи з 1748 року наявні в Перемишльському архіві.
В 1936 році в Угнівському деканаті було 16 парафій:
1. Парафія с. Вербиця;
2. Парафія с. Домашів;
3. Парафія с. Диниска з філіями в с. Новосілки Передні, с. Новосілки Кардинальські;
4. Парафія с. Журавці з приходом у с. Руда Журавецька, с. Руда Любицька, с. Нетреба;
5. Парафія с. Карів з приходом у присілках Іванки, Боженка, Річне;
6. Парафія с. Корчів з філією в с. Щепятин;
7. Парафія с. Корчмин з філіями в с. Махнівок, с. Щавниця;
8. Парафія с. Махнів з філією в с. Корні;
9. Парафія с. Остобіж з філією в с. Стаї;
10. Парафія с. Піддубці;
11. Парафія с. Річиця з філією в с. Губинок;
12. Парафія с. Салаші;
13. Парафія с. Тяглів з філією в с. Воронів;
14. Парафія м. Угнів;
15. Парафія с. Ульгівок з філією в с. Тарношин;
16. Парафія с. Хлівчани та приходом у с. Хоронів і присілку Піддовге.

### Декан
- 1936 — Кошель Йосиф у Хлівчанах.

### Кількість парафіян
1936 — 28 608 осіб.
Деканат було ліквідовано в 1946 р.